# Медников, Иван Семёнович
Иван Семёнович Медников — советский военный, государственный и политический деятель, генерал-полковник (1973).

## Биография
Родился в 25 декабря 1917 года в селе Ловать Жиздринского уезда. Член КПСС с 1940 года.
С 1938 года — на военной службе, общественной и политической работе. В 1938—1983 гг. — на политической работе в Рабоче-Крестьянской Красной Армии, заместитель командира батареи, помощник начальника политотдела 247-й стрелковой дивизии, политотдела по комсомолу 11-й гвардейской армии, на командных должностях в Советской Армии, член Военного Совета Прибалтийского военного округа, в распоряжении Главного политического Управления СА и ВМФ. С декабря 1971 по январь 1981 года — член Военного совета — начальник Политуправления Группы советских войск в Германии.
Избирался депутатом Верховного Совета СССР 9-го и 10-го созывов.
Умер в Москве в 2001 году. Похоронен на Троекуровском кладбище в Москве (уч. 4).